# 圖利普 (密蘇里州)
圖利普（英語：Tulip）是位於美國密蘇里州奧德雷恩縣及門羅縣的非建制地區。

## 歷史
圖利普的郵局於1879年設立，其後於1907年停運。

## 地理
圖利普所處的海拔為高於海平面247米（即810英呎），而該地所採用的時區為UTC-6，即北美中部時區（CST）。同時該地設有夏令時間，為UTC-6調快一小時，即UTC-5（CDT）。